# Synagoga Nehemiasza w Poznaniu
Synagoga Nehemiasza w Poznaniu (niem. Nehemias Betschule) – nieistniejąca obecnie, najmłodsza synagoga wchodząca, wraz ze Starą i Nową Synagogą, w skład zespołu trzech gminnych synagog przy ulicy Żydowskiej w Poznaniu.

## Historia
Najmłodsza i najmniejsza z trzech bożnic na podwórzu kamienic przy ulicy Żydowskiej powstała w dolnej części przedłużenia kamienicy frontowej Żydowska 21. Dobudowana do północno-wschodniego narożnika babińca Nowej Synagogi zamknęła podwórze od północy. Wybudowano ją po kolejnym wielkim pożarze dzielnicy żydowskiej z 1717 roku i poświęcono w 1735.
Rok później, w 1736 roku, na skutek ulewnych deszczów Warta wystąpiła ze swojego koryta i zalała znaczną część miasta, w tym zespół trzech synagog i 34 domy mieszkalne przy ulicy Żydowskiej. Prawie 30 lat później, w 1764 roku, zespół synagog i 76 domów żydowskich uległo zniszczeniu podczas wielkiego pożaru miasta. Gdy Stara i Nowa Synagoga ucierpiały w pożarze miasta w 1803 roku, Synagoga Nehemiasza ocalała. W 1880, ze względu na zły stan techniczny dwóch najstarszych bożnic, Policja Budowlana planowała ich zamknięcie. By temu zapobiec, gmina ponownie przeprowadziła remont w latach 1883–1884.
Ze względu na stan techniczny zespołu trzech synagog przy ulicy Żydowskiej, mimo przeprowadzanych remontów, gmina w latach 80. XIX wieku zaczęła rozważać budowę nowej ortodoksyjnej synagogi. Wzięto wtedy pod uwagę parcelę pomiędzy ulicą Stawną a Małymi Garbarami, zajętą wówczas przez Szpital dla Ubogich im. Salomona Beniamina Latza i szkołę miejską. W wyniku umowy z 1904 roku dokonano zamiany parceli, tak że fundacja szpitala otrzymała parcele zajmowane przez zespół synagog, a gmina zobowiązała się do ich rozbiórki w miesiąc po poświęceniu nowej. 5 września 1907 poświęcono nową synagogę, trzy synagogi zaczęto sukcesywnie rozbierać od kwietnia 1908 roku, a rok później, 15 grudnia 1909, przy ulicy Żydowskiej 15/18 otwarto Schronisko dla Starców i Zniedołężniałych im. Salomona Beniamina Latza.
W czasie prac archeologicznych, przeprowadzonych we wrześniu 2005 roku, natrafiono na fundamenty dawnej Synagogi Nehemiasza, fragmenty podłogi i stary Aron ha-kodesz.

## Architektura
Synagogę zaprojektowano na planie prostokąta nieco zbliżonego do rombu. Składała się ona z jednonawowej sali męskiej przekrytej sklepieniem kolebkowym i dwupoziomowego korytarza od strony podwórza, który na parterze mieścił przedsionek, a w górnej części emporę kobiecą. Zarówno sala główna, jak i przedsionek, na wzór sąsiadujących bożnic, zostały zagłębione względem gruntu, a na nich usytuowano dodatkowe piętro mieszczące salę posiedzeń kahału, dostępną z kamienicy frontowej Żydowska 21. Z tego względu synagoga posiada duże znaczenie historyczne dla poznańskiej gminy żydowskiej.
Po pożarze Starej i Nowej synagogi wymagały one gruntownego remontu. Dlatego w latach 1883–1884, za sumę 70 000 marek, przeprowadzono gruntowny remont zespołu trzech synagog. Podwyższono, wówczas, poziom podłóg w świątyniach do poziomu gruntu i wyburzono dwie frontowe kamienice (Żydowska 15 i 16). Zmianom uległy również dawne, dwuspadowe dachy: przebudowano je na płaskie i pokryto blachą cynkową, a elewacje ujednolicono do nowych, neoromańskich form przypominających fasadę budowanej w tym okresie w Poznaniu Synagogi Stowarzyszenia Przyjaciół Dobroczynności.